# Emil Constantinescu
Emil Constantinescu (født 19. november 1939 i Tighina, nu i Moldova), var Rumæniens præsident 1996-2000.
Han blev uddannet som geolog. Som kandidaten af en sammenslutning af flere modstandspartier sejrede han over den hidtidige præsident Iliescu ved præsidentvalget 1996. 
Politiske og personlige uenigheder og problemer med økonomiske reformer udhulede hans regerings popularitet og han deltog ikke i præsidentvalget i 2000 (hvor Iliescu genvalgt præsidentposten).
I 2001 stiftede Constantinescu et nyt parti, Acţiunea populară, men det vandt få stemmer og forenes med nationalliberalerne i 2008.